# Сельское поселение Саранпауль
Се́льское поселе́ние Саранпа́уль — муниципальное образование Берёзовского района Ханты-Мансийского автономного округа — Югры России. Административным центром сельского является село Саранпауль.
Площадь сельского поселения 91 000 га.

## Состав
В составе сельского поселения 10 населённых пунктов:
1. село Саранпауль (административный центр);
2. деревня Щекурья;
3. деревня Ясунт;
4. деревня Патрасуй;
5. деревня Хурумпауль;
6. село Ломбовож;
7. деревня Кимкьясуй;
8. посёлок Сосьва;
9. деревня Верхненильдина;
10. деревня Сартынья.

## Население
| 2010  | 2011  | 2012  | 2013  | 2014  | 2015  | 2016  |
| ----- | ----- | ----- | ----- | ----- | ----- | ----- |
| 3856  | ↗4440 | ↘3690 | ↘3618 | ↗3630 | ↘3602 | ↘3566 |
| 2017  | 2018  | 2019  | 2020  | 2021  |       |       |
| ↗3567 | ↘3560 | ↘3538 | ↘3488 | ↗3807 |       |       |

## Населённые пункты
| Населённый пункт | Численность населения (2011) |
| ---------------- | ---------------------------- |
| Саранпауль       | 2967 человек                 |
| Щекурья          | 116 человек                  |
| Ясунт            | 18 человек                   |
| Патрасуй         | 2 человека                   |
| Хурумпауль       | 18 человек                   |
| Ломбовож         | 228 человек                  |
| Кимкьясуй        | 112 человек                  |
| Сосьва           | 912 человек                  |
| Верхненильдина   | 4 человека                   |
| Сартынья         | 63 человека                  |
| Всего            | 4440 человек                 |

## Галерея
- Саранпауль. Уральские горы в окрестностях
- Саранпауль. 
Гора Манарага